# N909 (België)
De N909 is een gewestweg in de Belgische provincie Namen. Deze weg vormt de verbinding tussen Heer-Agimont en Heer nabij de Franse grens, waar de weg verder loopt als de D46 naar Givet.
De totale lengte van de N909 bedraagt 2,5 kilometer.

## Plaatsen langs de N909
- Heer-Agimont
- Heer